# Americas Rugby Championship 2019
Navigation
Americas Rugby Championship 2018 Americas Rugby Championship 2020
L'Americas Rugby Championship 2019 a lieu du 2 février au 9 mars. La compétition se déroule sur cinq journées disputées en février et mars. Ces cinq journées s'étalent sur six semaines dont une de repos, donc sans pause entre elles. Chacune des six nations participantes affronte toutes les autres une fois (championnat toutes rondes).

## Résumé
La compétition est remportée par l'Argentine XV, qui gagne tous ses matchs avec le bonus offensif.

## Les matchs
Les heures sont données dans les fuseaux horaires utilisés par le pays qui reçoit, avec le temps universel coordonné entre parenthèses.
| Le 2 février à - 15:00 (UTC−03:00) | Estadio Santiago Bueras, Maipu, Chile         | Chili        | 8 - 71  | États-Unis |
| Le 3 février à - 17:00 (UTC−03:00) | Neuquén Rugby Club, Neuquén, Neuquén Province | Argentine XV | 54 - 3  | Brésil     |
| Le 3 février à - 21:40 (UTC−03:00) | Estadio Charrúa, Montevideo                   | Uruguay      | 20 - 17 | Canada     |

| Le 8 février à - 20:10 (UTC−03:00) | Estadio Charrúa, Montevideo                          | Uruguay      | 20 - 5  | Chili      |
| Le 9 février à - 17:00 (UTC−03:00) | Marabunta Rugby Club, Cipolletti, Río Negro Province | Argentine XV | 45 - 14 | États-Unis |
| Le 9 février à - 20:15 (UTC-02:00) | Estádio Martins Pereira, São José dos Campos         | Brésil       | 18 - 10 | Canada     |

| Le 22 février à - 19:10 (UTC-08:00) | Westhills Stadium, Langford         | Canada       | 56 - 0  | Chili   |
| Le 23 février                       | Estadio Domingo Burgueño, Maldonado | Argentine XV | 35 - 10 | Uruguay |
| Le 23 février à - 19:10 (UTC−07:00) | Dell Diamond, Round Rock            | États-Unis   | 33 - 28 | Brésil  |

| Le 1 mars                      | Estadio Municipal de La Pintana, Santiago | Canada     | 23 - 39 | Argentine XV |
| Le 2 mars à - 19:10 (UTC−8:00) | Starfire Sports, Tukwila                  | États-Unis | 25- 32  | Uruguay      |
| Le 2 mars                      | Estádio Jayme Cintra, Jundiaí             | Brésil     | 15 - 10 | Chili        |

| Le 8 mars | Starfire Sports, Tukwila                  | États-Unis | 30 - 25 | Canada       |
| Le 9 mars | Estadio Municipal de La Pintana, Santiago | Chili      | 10 - 85 | Argentine XV |
| Le 9 mars | Estadio Charrúa, Montevideo               | Uruguay    | 42 - 20 | Brésil       |

## Classement
| Rang | Nation       | J | V | N | D | Bo | Bd | Pm | Pe | Diff | Pts |
| ---- | ------------ | - | - | - | - | -- | -- | -- | -- | ---- | --- |
| 1    | Argentine XV | 5 | 5 | 0 | 0 | 5  | 0  | 0  | 0  | 0    | 25  |
| 2    | Uruguay      | 5 | 4 | 0 | 1 | 2  | 0  | 0  | 0  | 0    | 18  |
| 3    | États-Unis   | 5 | 3 | 0 | 2 | 4  | 1  | 0  | 0  | 0    | 17  |
| 4    | Brésil       | 5 | 2 | 0 | 3 | 0  | 1  | 0  | 0  | 0    | 9   |
| 5    | Canada       | 5 | 1 | 0 | 4 | 1  | 2  | 0  | 0  | 0    | 7   |
| 6    | Chili        | 5 | 0 | 0 | 5 | 0  | 1  | 0  | 0  | 0    | 1   |

|  | Vainqueur du tournoi |

Attribution des points : Victoire : 4 points ; match nul : 2 points ; défaite : 0 ; bonus offensif pour quatre essais marqués ou plus : 1 point ; bonus défensif en cas de défaite de sept points ou moins : 1 point